# Bochdalek-Blumenkörbchen
Das Bochdalek-Blumenkörbchen ist eine anatomische Struktur des menschlichen Gehirns. Benannt wurde sie nach dem Prager Anatomen Vincent Alexander Bochdalek (1801–1883). Es ist die klinische Bezeichnung jenes Anteils des liquorbildenden Adergeflechts (Plexus choroideus) des vierten Hirnventrikels (Plexus choroideus ventriculi quarti), der durch die seitlichen Öffnungen (Aperturae laterales ventriculi quarti, Syn. Foramina Luschkae) in die basale Brückenzisterne ragt. Die feinkörnige Struktur dieses Adergeflechts erinnert mit viel Phantasie an ein kleines Blumenkörbchen. Die rote Farbe geht am fixierten Gehirn verloren.